# Ткачёв, Александр Захарович
Александр Захарович Ткачёв (20 ноября [2 декабря] 1885, Оренбургский уезд, Оренбургская губерния — 1927) — подъесаул Императорской армии, войсковой старшина Белого движения, командир четвёртой сотни в Оренбургском 14-м казачьем полку в период Первой мировой войны, начальник конвоя атамана Дутова во время Гражданской войны, командир дутовского отряда после смерти атамана, кавалер шести орденов.

## Биография
Родился 8 (20) ноября 1885 года в станице Кардаиловской первого военного отдела Оренбургского казачьего войска с семье сотника Захара Захаровича Ткачёва (ум. 1892) и его супруги Анны Александровны. Окончил Оренбургский Неплюевский кадетский корпус (по первому разряду), после чего поступил в столичное Николаевское кавалерийское училище, из которого также выпустился по первому разряду.
Получил чин хорунжего в начале августа 1907 года; успел стать сотником до Первой мировой войны — в начале октября 1912 года. Затем дослужился до казачьего подъесаула — со старшинством с июля 1915 года. Уже после начала Гражданской войны, в конце августа 1918 года, стал есаулом. По состоянию на 1921 год был в чине войскового старшины «иррегулярной кавалерии».
С 1909 по 1910 год проходил действительную службу во Оренбургском 2-м казачьем полку. С начала августа 1912 по 1914 год находился на льготе. С предвоенного июля 1914 года являлся младшим офицером шестой сотни Оренбургского 14-го казачьего полка — позже возглавил четвёртую сотню в том же полку. После Февральской революции, с конца апреля 1917 года, получил назначение в Оренбургский 7-й казачий полк. В том же году был прикомандирован ко 2-му Оренбургском казачьем запасному полку.
В конце Гражданской войны оказался в эмиграции в Северо-Западном Китае — в городе Суйдин. В 1920 году занимал пост начальника личного конвоя атамана А. И. Дутова, а в марте 1921 — штабс-офицера для поручений при Походном атамане всех казачьих войск. Кроме того, он был назначен руководителем занятий офицеров в гарнизоне Суйдин и заведующим рыболовной артелью отряда. Вскоре после смерти Дутова он возглавил дутовский отряд, сместив с поста главы соединения полковника Тихона Гербова: 24 апреля Гербов покинул отряд, оставив заместителями войсковых старшин Ткачева и Н. Е. Завершинского. Единоличным начальником отряда Ткачев стал позднее, утвержденный в этой должности генерал-майором Н. С. Анисимовым — преемником Дутова на атаманском посту: в конце 1921 года Анисимов телеграфировал Ткачёву «Храните булаву, дела Атамана». Формально А. Ткачёв оставался в должности до 1925 года.
Советская разведка нелестно отзывалась о Ткачёве: считалось, что за счёт его «бесхарактерности» фактическим руководителем отряда стал его родственник, бывший личный секретарь Дутова Николай Щёлоков. Эти же опасения разделял и генерал А. С. Бакич. «Властолюбивый эгоист» Ткачёв также обвинялся в растрате казённых денег на «кутежи». В 1926 году он передал на хранение урумчинскому генерал-губернатору булаву Оренбургского казачьего войска: дальнейшая судьба этой реликвии неизвестна, поскольку А. Ткачёв вскоре скончался (через два года после ликвидации дутовского отряда, в 1927 году), а генерал-губернатор был расстрелян большевиками.

## Награды
- Орден Святой Анны 4 степени (1914—1917): «за храбрость»
- Орден Святого Станислава 3 степени с мечами и бантом (1914—1917)
- Орден Святой Анны 3 степени с мечами и бантом (1914—1917)
- Орден Святого Станислава 2 степени с мечами (1914—1917)
- Орден Святой Анны 2 степени с мечами (1914—1917)
- Орден Святого Владимира 4 степени с мечами и бантом (1914—1917)[1]

## Семья
Младший брат: Михаил (род. 1892)
Среди родни Ткачёва числился и войсковой старшина Николай Щёлоков — личный секретарь и офицер личного отряда атамана Дутова, мировой судья второго военного отдела Оренбургского казачьего войска.